# Elaine Brown
Elaine Brown (2 de Março de 1943)  é uma ativista norte-americana, escritora, cantora e ex-presidente do Partido das Panteras Negras, que tinha sede em Oakland, Califórnia. Brown concorreu brevemente para a nomeação presidencial do Partido Verde em 2008. Ela vive atualmente em Oakland, Califórnia.  

## Vida
Elaine Brown cresceu no interior de North Philadelphia com sua mãe Dorothy Clark e seu pai ausente. Apesar da extrema pobreza, a mãe de Brown trabalhou muito para fornecer escola particular para Elaine, aulas de música e roupas agradáveis. Durante sua infância, ela estudou piano clássico e Ballet por muitos anos em uma escola primária predominantemente branca. Como uma jovem mulher, Elaine teve poucas amigas afro-americanas e, em vez disso, passou a maior parte do tempo com seus amigos brancos. Depois de se graduar na Escola para Garotas da Filadélfia, uma escola pública preparatória para jovens garotas dotadas, ela estudou na Universidade Temple por menos de um semestre. Depois de sair de Temple, Brown se mudou para Los Angeles para tentar carreira como escritora de músicas profissional. Brown ingressou na Universidade da Califórina, em setembro de 1968. Mais tarde passou a frequentar o Mills College and Southwestern University School of Law.
Ao chegar na California com pouco dinheiro e apenas alguns contatos, Brown começou a trabalhar como garçonete no clube de stripper The Pink Pussycat. Enquanto trabalhava no The Pink Pussycat, conheceu Jay Richard Kennedy, um escritor branco de ficção, casado, e se tornaram amantes. Kennedy foi a primeira pessoa a politizar e radicalizar Brown. Devido a educação minuciosa sobre o Movimento dos Direito Civis, Capitalismo e Comunismo que Kennedy promoveu a ela, Brown começou a se envolver com o Movimento de Libertação Negra. Depois de morarem juntos brevemente no Hollywood Hills Hotel, o casal se separou. Depois desse relacionamento fundamental, o envolvimento de Brown com a política aumentou e ela começou a trabalhar para o jornal radical Harambee. Logo depois, Brown se tornou a primeira representante da Aliança Estudantil Negra para o Congresso Negro na Califórnia. Em abril de 1968, após o assassinato de Martin Luther King Junior, ela participou de sua primeira reunião  em Los Angeles do Partido das Panteras Negras.